# Két legenda (Liszt)
A Két legenda (Légendes) Liszt Ferenc két darabból álló műve zongorára (Assisi Szent Ferenc prédikál a madaraknak, Paolai Szent Ferenc a hullámokon jár). Műjegyzékszáma: S.175. A Rózsavölgyi kiadó 1866-ban jelentette meg, ajánlása lányának, Cosimának szólt, aki akkor Hans von Bülow felesége volt.

## A mű születése
Liszt Két legendája az 1860-as évek elején született, a két darabot valószínűleg 1863-ban fejezte be. A komponista ekkoriban Rómában élt, egyházi szerepre készült, kimondott elhatározása az egyházi zene megújítása volt. Nagy nyilvánosság előtt nem zongorázott, legfeljebb szűkebb körben, világi művet alig írt. Ideáljai ekkor már nem a hősök, hanem azok a jámbor szentek voltak, akik a könyörületesség megtestesítői voltak: Szent Erzsébet, Assisi Szent Ferenc, vagy a maga védőszentje, Paolai Szent Ferenc.
A Két legenda témája a két Szent Ferenc életének egy-egy nevezetes epizódja, amit programzenei módon, impresszionisztikus eszközökkel jelenít meg a művekben. A zongoradarabokat 1866-ban a Rózsavölgyi jelentette meg. A műveket Liszt lányának, Cosima von Bülow-nak ajánlotta.
A két darabot Liszt mutatta be 1865. augusztus 29-én, a Pesti Vigadóban tartott jótékonysági hangversenyen. A koncerten a Két legendán kívül Liszt Hans von Bülow-val előadta az első magyar rapszódia kétzongorás változatát, Reményi Edével a második magyar rapszódia hegedű–zongoraváltozatát, és maga eljátszotta még a Költői és vallásos harmóniákból az Ave Maria és a Cantique d’amour (Szerelmi himnusz) című darabokat is. A közönség és a kritika el volt ragadtatva. A Zenészeti Lapok így lelkendezett 1865. augusztus 31-i számában: „Augusztus 29-e nemcsak Magyarország, hanem az egész világ műtörténetében is a legnevezetesebb lapot fogja képezni. … Liszt Ferenc, az utolérhetetlen zongorakirály, tizennyolc évi hallgatás után – édes hazája iránti háláját s búcsúszavait elmondandó – ismét megszólalt. … Ami után hasztalanul epedezett egy egész új nemzedék, amiről évtizedek óta lemondott az egész zene s művelt világ, s amiről hiában álmodoznak folyvást azok, kik eme páratlan műélvezetben soha nem részesülhettek: az teljesült Buda-Pesten augusztus 29-én.” Tetszett a Két legenda is: Liszt „csodálatra méltó legújabb termékeit teremtő lelkének” nevezte. A koncertnek és a komoly bevételnek valóban nemzetközi híre lett. Liszt Párizsban élő édesanyja is büszkén újságolta egyik levelében: „Fiam zenéje óriási sikert aratott. … A honfitársainak játszott is nyilvánosan, ami hosszú évek óta nem fordult elő. … A lelkesedés hatalmas volt, … a belépő 20 aranyba, azaz 40 frankba került, a bevétel 40 000 frank volt, jótékony célra adta.”
A zenetudomány sokáig úgy tudta, hogy a Két legenda zongoraverziója az eredeti, az ismert, de sokáig kiadatlan kéziratos zenekari verzió pedig átdolgozás. Egy német Liszt-kutató, Friedrich Schnapp azonban kiderítette, hogy mégis a zenekari változat született előbb. Ez a verzió végül 1984-ben jelent meg Budapesten, és 1985 őszén Lukács Ervin mutatta be.

## A zene
A Két legenda Liszt Ferenc jelentős művei közé tartozik, előadóművészek szívesen tűzik programjukba. Programdarabok, amikhez az inspirációt irodalmi és képzőművészeti alkotások adták. Liszt mindkét darab kottájához mellékelte a forrásul szolgáló irodalmi alkotások eredeti olasz nyelvű szövegét és francia fordítását is.
1., A-dúr legenda. Assisi Szent Ferenc prédikál a madaraknak – St. François d’Assise. La prédication aux oiseaux.
Az első legenda ihletője egy 14. században olaszra fordított, Szent Ferenc virágoskertje című népkönyv volt. Némiképp meglepő, hogy a képzőművészetre oly fogékony Lisztet ebben az esetben nem Giotto híres freskója inspirálta (noha valószínűleg ismerte az alkotást). A műhöz a következő bevezetőt írta: „Az itt következő kompozíció »szellemi indítéka« Assisi Szent Ferenc életének egyik legmeghatóbb epizódja, amelyet utánozhatatlan bájjal és naivitással mesél el a Fioretti di San Francesco, ez a kis könyv, mely az olasz nyelvű irodalom klasszikus alkotásává lett. Hiányos képességeim és talán az a tény is, hogy a zenei kifejezés határai oly szűkek egy ilyen kis terjedelmű és zongorára – erre az akcentus és hangszín-változatosság dolgában oly szegényes hangszerre – komponált darabban, mindez arra kényszerített, hogy erősen leszűkítsem a szöveg – a kismadaraknak szóló prédikáció – csodálatos, túláradó gazdagságát. Könyörgök Krisztus dicsőséges szolgájához (az Il glorioso Poverello di Cristóhoz), bocsássa meg, hogy ennyire elszegényítettem.”
Az első legenda (Allegretto, C) – Liszt szerény bevezetője ellenére – zenei nyelvében rendkívül új hangú és egyéni. A zenei impresszionizmus csak évtizedek múlva jelentkezik, de Liszt ebben a művében, 1863 körül, kiemelt fontosságot tulajdonít a zenei színnek. Ezekkel a színekkel jeleníti meg a csivitelő madarakat. Szent Ferenc csak az 52. ütemben jelenik meg, témája Lisztnek Szent Ferenc Naphimnuszára írt, már meglévő kórusművének egyik dallama (Dicsértessél, Istenem, Uram). A zenei rész először recitativóval kezdődik, majd fohásszá alakul.
2., E-dúr legenda. Paolai Szent Ferenc a hullámokon jár – St. François de Paule marchant sur les flots.
Liszt Paolai Szent Ferenc történetét Giuseppe Miscimarra könyvéből ismerte, amit a szentről írt. Liszt a darabhoz mellékelt előszavában azt a jelenetet ismerteti, amikor a szent száraz lábbal átkel a Messinai-szoroson, miközben a köpenyét vitorlaként használja, így segítve a szegényeket, akiket a bárka tulajdonosa fizetség nélkül nem akart átvinni Szicíliába. A mű másik ihlető forrása Eduard Jakob von Steinle Liszt tulajdonában lévő, a jelenetet megörökítő szentimentális rajza volt, amit Liszt a kotta címlapján is szerepeltetett.
A második Szent Ferenc-legenda (Andante maestoso, C) a gyakrabban játszott mű a kettő közül, festői programzene. Zenei szerkezetét tekintve háromrészes darab, de gyakorlatilag csupán egyetlen témából építkezik. A darab eleje a tenger egyre viharosabb hullámzását festi le, majd a középrész egy hangnemet váltó, kidolgozás jellegű szakasz. Variált visszatérés következik, majd egy nagy drámai fokozás után – a sikeres átkelés után – a szent hálaadó imája hangzik fel, amelynek a témája Liszt egyik egyházi kórusművéből (Paolai Szent Ferenchez) származik. A darab finom E-dúr szakasszal ér véget.